# Zidani Most, Trebnje
Zidani Most je naselje v občini Trebnje.
Zidani Most je gručasto naselje zahodno od Trebnjega na desnem bregu Temenice ob cesti Trebnje – Veliki Gaber. V neposredni bližini je železniška proga Ljubljana – Novo mesto in priključek na avtocesto Ljubljana - Novo mesto, Trebnje – zahod. V okolici naselja je nekaj njiv (Gabrje), travnikov in pašnikov (Loznica), južno od njih so gozdovi Tangljevec, Debeli hrib in Bukovje, ob Temenici pa zamočvirjeni travniki. Naselje je ime dobilo po zidanem mostu čez Temenico, ki so ga zgradili za staro državno cesto Ljubljana – Novo mesto, v bližini pa je bilo odkrito tudi rimsko grobišče.